# Valérie Fayet
Pour les articles homonymes, voir Fayet.
Valérie Fayet, née au Mans (France), est une cheffe d'orchestre française, cheffe du chœur de l’Orchestre national des Pays de la Loire depuis septembre 2004.

## Biographie
Valérie Fayet est née au Mans, et a étudié à l’École nationale de musique de la ville, initialement pour devenir flûtiste, avant de poursuivre des études en direction musicale au Conservatoire de Lyon de 1987 à 1989. Elle y a été l’élève de Louis Tillet, Jean-Sébastien Béreau, Guennadi Rojdestvenski, et Pierre Dervaux,.
En 1991, elle devient professeure à l’École nationale de musique du Mans et obtient le premier prix au concours national du Florilège vocal de Tours.
De 1989 à 1999, elle dirige le chœur et l’ensemble Résonances, avant de s’installer à Caen, où elle occupe un poste de professeur et cheffe d’orchestre au Conservatoire,.
En septembre 2004, elle est nommée cheffe du chœur de l’Orchestre national des Pays de la Loire (ONPL) par son directeur artistique, Isaac Karabtchevsky (en).
Actuellement, elle est professeure au conservatoire de Nantes et dirige l'orchestre symphonique des grands élèves du conservatoire (OS3).

## Décorations
- Chevalier de l'ordre national du Mérite (2009)[7]

## Distinctions
- 1991 : Premier prix au concours national du Florilège vocal de Tours, avec la Maîtrise de jeunes filles du Mans[3]
- 2007 : Cinq prix, dont celui du « meilleur chef de chœur », au concours international Guido d’Arezzo[8]